# Генрі Стаффорд
Генрі Ста́ффорд (англ. Henry Stafford; 4 вересня 1455, Абергейвенні — 2 листопада 1483, Солсбері) — англійський аристократ, 2-й герцог Бекінгем.

## Біографія

### Підтримка Йорків
Походив з впливової родини Стаффордів, пов'язаної з родинами Невілів, Боунів, Бофорів, Ланкастерів, Йорків. Син графа Гамфрі Стаффорда та Маргарет Бофор. Вже у 1460 році стає герцогом Бекінгемом після загибелі діда Гамфрі Бекінгема у  битві при Нортгемптоні. На відміну від останнього підтримав династію Йорків у Війні Червоної та Білої троянд. Для зміцнення свого становища одружується з Кетрін Вудвіл, сестрою Єлизавети Вудвіл, дружини Едварда IV, короля Англії. Надалі бере участь в усіх битвах на боці останнього — при Барнеті та Тьюксбері.
Після смерті короля Едварда IV у боротьбі за регентство при малолітньому королі Едварді V підтримав партію Річарда Глостерського. Брав участь у арешті ворога останнього Ентоні Вудвіла у 1483 році. Після цього Генрі Бекінгем проводив агітацію за визнання Едварда V незаконним спадкоємцем. Завдяки цьому парламент визнав останнього нелегітимним, а новим королем став Річард Глостерський.

### Підтримка Тюдорів
Гарні стосунки Бекінгема з новим королем зберігалися недовго. Приводом для конфлікту стали чутки про вбивство у Тауері молодих принців Едварда та Річарда, синів Едварда IV. Справжньою причиною напевне були з одного боку політичні амбіції Бекінгема, а з іншого — його не влаштували нагороди, надані королем Річардом III за свою підтримку.
У результаті Генрі Бекінгем встановив політичні відносини з Генрі Тюдором, щоб посадити останнього на англійський трон. Для цього Бекінгем розпочав повстання у своїх володіннях у Велсі, водночас Тюдор рушив з Бретані до Англії з найманим військом. Втім негода завадила — буря на морі не дозволила Генрі Тюдору висадитися на узбережжі, а дощ, повені та буревії завдали шкоди війську Бекінгема. У підсумку не відбулося навіть вирішальної битви між військами Річарда III та Генрі Бекінгема. Останній намагався втекти, але його було схоплено, а згодом — страчено у Солсбері.

## Родина
Дружина — Кетрін Вудвіл
Діти:
- Едвард Стаффорд (1478–1521), герцог Бекінгем
- Елізабет Стаффорд (1479–1532), дружина Роберта Редкліфа, 1-го графа Сасекс
- Генрі Стаффорд (1479–1523), граф Вілтшир
- Ганна Стаффорд (1483–1544), дружина Георга Гастінґса, графа Гантінґдон
- Гамфрі Стаффорд, помер дитиною
- Маргарет Стаффорд, померла дитиною